# Nadarzyn (województwo zachodniopomorskie)
Nadarzyn (niem. Billerbeck, nazwa przejściowa – Szczęsne) – osada sołecka w Polsce położona w województwie zachodniopomorskim, w powiecie choszczeńskim, w gminie Pełczyce. W latach 1975–1998 miejscowość administracyjnie należała do województwa gorzowskiego. W roku 2007 osada liczyła 370 mieszkańców. Najbardziej na północ położona miejscowość gminy.

## Geografia
Osada leży ok. 13 km na północny wschód od Pełczyc, ok. 1,5 km na północ od drogi wojewódzkiej nr 151, ok. 1 km na północ od byłej linii kolejowej nr 410.

## Historia
Pierwsze wzmianki o Nadarzynie pochodzą ze średniowiecza. Od XIV wieku wieś należała do rodziny Billerbeck (stąd przedwojenna nazwa osady). Od XVIII wieku istniał folwark. W 1874 roku dobra zakupił Kasimir von Bormann, wówczas także założony został park, dwór wzniesiono w 1902 roku, gdy majątek należał do Augusta Schulze. Po II wojnie światowej majątek upaństwowiono, powstało Państwowe Gospodarstwo Rolne, obecnie dzierżawiony prywatnym przedsiębiorcom.

## Zabytki
Do wojewódzkiego rejestru zabytków wpisane są:
- kościół ewangelicki, obecnie pw. Świętej Trójcy neogotycki ceglany, z 1902 r.; kościół filialny, rzymskokatolicki należący do parafii pw. Niepokalanego Poczęcia Najświętszej Maryi Panny w Zamęcinie, dekanatu Choszczno, archidiecezji szczecińsko-kamieńskiej, metropolii szczecińsko-kamieńskiej. Neogotycki kościół z prezbiterium i czworoboczną, niską wieżą.
  - cmentarz przykościelny
- zespół pałacowy, w skład którego wchodzą:
  - pałac (dwór) z 1902 roku, dwuskrzydłowy w stylu wiktoriańskim[7].
  - park z początku XIX wieku, zmiany na przełomie XIX/XX wieku

inne obiekty:
- do dziś zachowały się m.in. (podano pierwotne przeznaczenie budynków): stodoła, magazyn zbożowy, owczarnia, kuźnia, obora, gorzelnia, magazyn z garażem, obiekty folwarczne z drugiej połowy XIX wieku oraz lat 20. XX wieku, kolonia mieszkalna z lat 20. i 30. XX wieku.

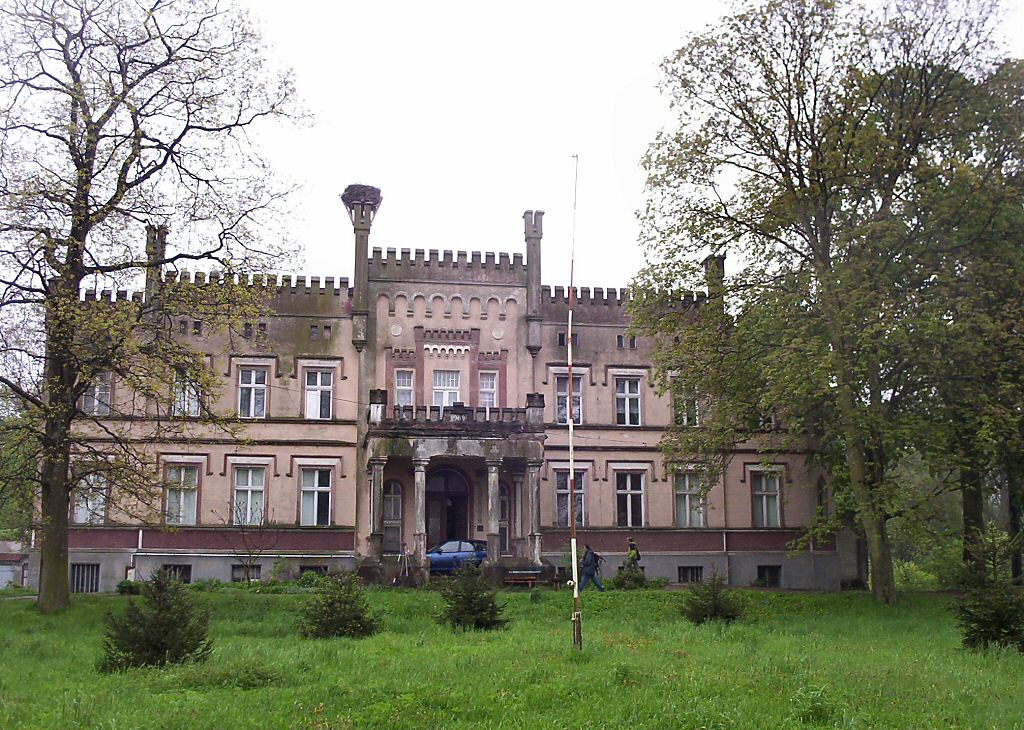
Pałac - elewacja frontowa
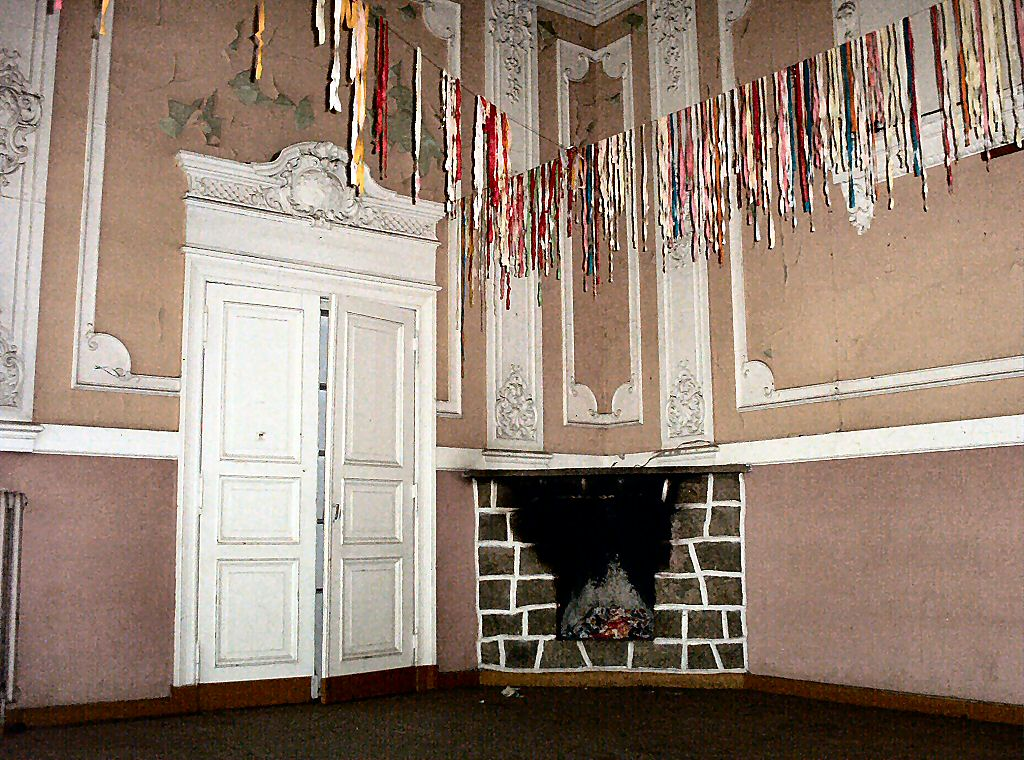
Dawna sala balowa w pałacu
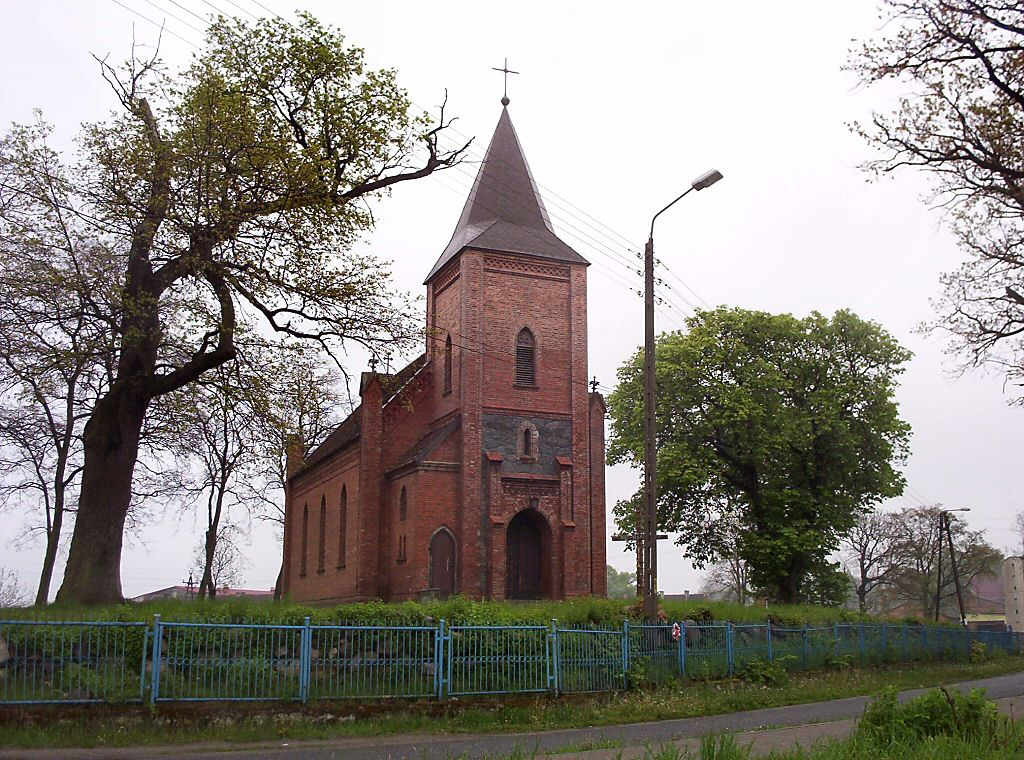
Kościół